# イスタンブール・シンバル
イスタンブール・シンバル（トルコ語：İstanbul、英語：Istanbul）は、トルコ共和国イスタンブール市で製造されるシンバルのブランド。

## 概要
オーケストラや吹奏楽で使用される「合わせシンバル」、ドラムセットなどに組み入れられる「クラッシュシンバル」等を製造。今日ではイスタンブール・アゴップ (İstanbul Agop) 社とイスタンブール・メフメット（メメット） (İstanbul Mehmet) 社の2社に分かれている。
今日の西洋音楽で使われるシンバルはトルコから伝わったものであり、オスマン帝国時代には、首都イスタンブールでアルメニア人を中心とするシンバル職人の手によって製造されていた。イスタンブール・シンバルを含むトルコのシンバル工房はその伝統を継承することをうたい、今日も職人が完全手作業でハンマー打ちによってシンバルをつくっている。

## 歴史
イスタンブール・シンバルは、イスタンブールのアルメニア人シンバル職人、ジルジャン（ズィルジアン）一族の系統に属する。ジルジャン一族のシンバルメーカーは、20世紀の始めにアメリカのA・ジルジャンとトルコのK・ジルジャン（K・ジルジャン・イスタンブール）に分かれたが、1970年代にK・ジルジャンがA・ジルジャンに買収された上、1977年トルコ工場は閉鎖され、K・ジルジャンブランドの製品（K・ジルジャン・コンスタンチノープル）の生産もアメリカに移された。
このとき、K・ジルジャンのシンバルをつくっていたトルコ在住の職人アゴップ・トムルジュック (Agop Tomurcuk) とメフメット・タムデエル (Mehmet Tamdeğer) は、K・ジルジャン・イスタンブールの職人を集めてイスタンブールでK・ジルジャン社の技術を受け継いだシンバル製造を再開した。
1980年にZilciler Kollektif Şti社（シンバル職人集団の意）を設立し、Zilcilerのロゴの入ったシンバルの製造を開始。Zilciler社は成長し海外にシンバルを輸出するようになり1982年までにブランド名はすぐにイスタンブールと改められイスタンブールのブランド名で有名になった。
1996年7月、共同経営者のひとり、アゴップ・トムルジュックが亡くなったのをきっかけに、メフメット・タムデエルは自分の名前を冠したイスタンブール・メフメットをブランド名とした。一方、アゴップ・トムルジュックの遺族も職人を集めて独立、イスタンブール・アゴップを設立し、イスタンブール・シンバルのブランドは2社に分かれて現在に至る。

## 主な使用ミュージシャン

### 海外
- ブルックス・ワッカーマン（アヴェンジド・セヴンフォールド、ex.バッド・レリジョン）
- カーター・マクリーン
- シンディ・ブラックマン・サンタナ
- イドリス・ムハンマド
- ジェームス・ギャドソン
- ジミー・チェンバレン（スマッシング・パンプキンズ）
- ジョーイ・ワロンカー
- レニー・ホワイト
- メル・ルイス
- モルガン・オーグレン（マッツ / モルガン、カイパ）

### 国内
- 麻生祥一郎
- 石若駿
- 井上司（THE JUNEJULYAUGUST、fox capture plan）
- 大島賢治（ex.THE HIGH-LOWS）
- シシド・カフカ
- MiMi（東京ブラススタイル）
- 山下あすか
- 吉澤響（セカイイチ）